# 滋賀県道27号野洲甲西線
滋賀県道27号野洲甲西線（しがけんどう27ごう やすこうせいせん）は、滋賀県野洲市から湖南市に至る県道（主要地方道）である。

## 概要
滋賀県野洲市御上神社前交点を起点に湖南市朝国北交差点に至る。
この県道と並行して栗東水口道路が通っている。岩根花園交差点から栗東水口道路合流までは朝国方面への一方通行である。

### 路線データ
- 起点：野洲市三上字寺田（国道8号交点）
- 終点：湖南市朝国

## 歴史
- 1993年（平成5年）5月11日 - 建設省から、県道野洲甲西線が野洲甲西線として主要地方道に指定される[1]。

## 路線状況

### 重複区間
- 国道1号（湖南市岩根 - 湖南市朝国）
- 滋賀県道22号竜王石部線（湖南市菩提寺・菩提寺西交差点 - 菩提寺交差点）

## 地理

### 通過する自治体
- 野洲市
- 湖南市

### 交差する道路

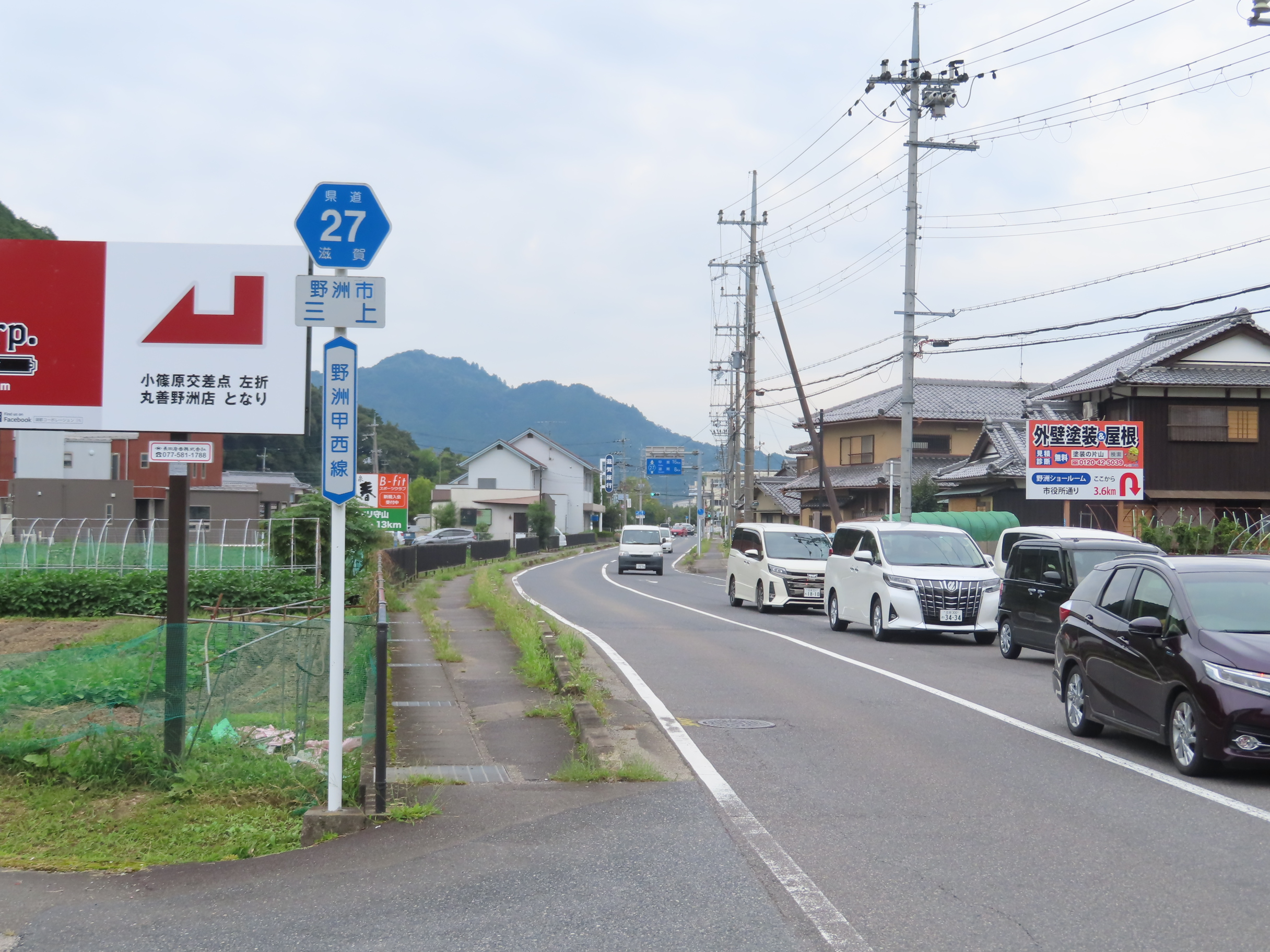
野洲市三上にて。対向車線は始点の御上神社前交点を先頭に渋滞している。

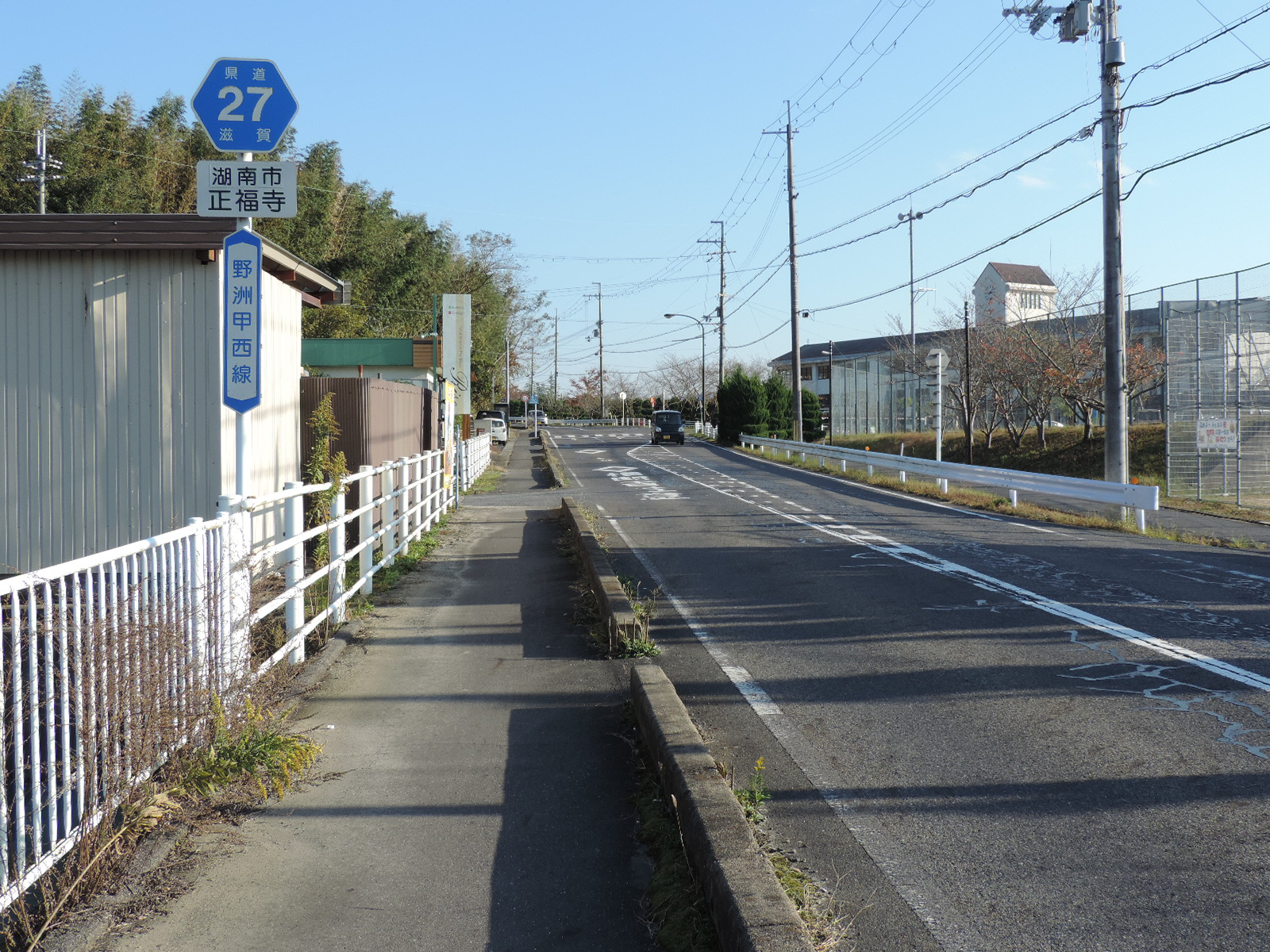
湖南市正福寺にて。

- 国道8号・滋賀県道504号小島野洲線（野洲市三上字寺田・御上神社前交差点、起点）
- 滋賀県道325号希望が丘文化公園南線（野洲市南櫻）
- 滋賀県道27号野洲甲西線 バイパス（湖南市菩提寺）
- 滋賀県道22号竜王石部線（湖南市菩提寺・菩提寺西交差点）
- 滋賀県道22号竜王石部線（湖南市菩提寺・菩提寺交差点）
- 国道1号 栗東水口道路（湖南市岩根）
- 滋賀県道13号彦根八日市甲西線 バイパス
- 国道1号 水口道路・滋賀県道13号彦根八日市甲西線（湖南市朝国、終点）

バイパス
- 滋賀県道27号野洲甲西線（湖南市菩提寺）
- 国道1号（湖南市菩提寺）

### 沿線にある施設など
- SCREENホールディングス 野洲事業所
- 滋賀銀行 三上出張所
- 野洲市立三上小学校、三上幼稚園、三上第一保育園
- シライ電子工業
- 藤堂製作所
- 王子特殊紙滋賀工場
- 菩提寺石仏
- 医療法人社団美松会生田病院
- 近江カントリー倶楽部
- 湖南市立甲西北中学校
- 湖南市立岩根小学校
- イオンタウン湖南
- 旭コンクリート工業 滋賀工場